# Märtha Adlersträhle
Märtha Adlersträhle (née le 16 juin 1868 à Kungsör – morte le 4 janvier 1956 à Stockholm) est une joueuse de tennis suédoise du début du XXe siècle.
À l'âge de quarante ans, elle a notamment décroché une médaille de bronze aux Jeux olympiques de Londres en 1908 en simple dames (épreuve en salle).

## Parcours aux Jeux olympiques

### En simple dames
| # | Date       | Nom de l'olympiade             | Surface        | Résultat | Ultime adversaire | Score         |          |
| - | ---------- | ------------------------------ | -------------- | -------- | ----------------- | ------------- | -------- |
| 1 | 06/05/1908 | Jeux olympiques d'été, Londres | Parquet (int.) | Bronze   | Elsa Wallenberg   | 1-6, 6-3, 6-2 | Parcours |